# Хаутен, Конрад Йоханнес ван
Конрад Йоханнес ван Хаутен (нидерл. Coenraad Johannes van Houten) — голландский химик, изобретатель и производитель шоколада. Стал известен после того, как придумал способ обработки какао, при котором удавалось избавиться от вкуса горечи и повышалась растворимость какао-порошка в воде. Полученный продукт до сих пор нередко называют «голландский шоколад». Ему также приписывают изобретение метода получения масла какао из жареных какао-бобов при помощи пресса. Хотя на самом деле эту технологию придумал его отец — Каспарус ван Хаутен.

## Биография

### Детство
Конрад ван Хаутен родился в Батавской республике в Амстердаме в 1801 году. Он был сыном Каспаруса ван Хаутена (1770—1858) и Арнольдины Костер. Его отец открыл шоколадную фабрику в Амстердаме в 1815 году. В ту пору мельничное колесо, превращавшее бобы в порошок, вручную крутили простые рабочие; какао-бобы измельчали в тонкую массу, которую затем можно было смешать с молоком для создания шоколадного напитка или, с добавлением сахара, корицы и ванили, превратить в печенье. Мальчик с детства хорошо был знаком с процессом производства шоколадных продуктов.

### Начало карьеры
В 1828 году Каспарус ван Хаутен (а не его сын, как часто считается) запатентовал недорогой метод отжима жира из жареных какао-бобов. Сердцевина бобов содержит в среднем 54 % какао-масла, которое является натуральным жировым продуктом. Машина Ван Хаутена — мощный гидравлический пресс — позволяла извлечь до половины какао-масла. В результате получился плотный «пирог». Его сушили, измельчали и превращали в порошок. Затем полученный состав становился основой всех шоколадных продуктов.
Изобретение какао-порошка не только значительно упростило создание шоколадных напитков, но также позволило смешивать этот продукт с сахаром, а затем повторно смешать его с какао-маслом. Так получали твёрдый экстракт, который максимально напоминал современный шоколад.
В 1838 году срок действия патента истёк, что позволило другим предпринимателям начать производство какао-порошок и развивать успех Ван Хаутена, экспериментируя над созданием новых оригинальных видов шоколада. В 1847 году английский производитель шоколада JS Fry & Sons произвёл, возможно, первую плитку шоколада. Позднее собственные рецептуры были изобретены в Швейцарии, где Даниэль Петер представил молочный шоколад в 1875 году, а Родольфе Линдт изобрёл в 1879 году сорт шоколада, ставший всемирно знаменитым.
Конрад фон Хаутен внёс важные усовершенствования в процесс обработки какао-бобов. Он придумал способ обработки шоколадного продукта щелочными солями (карбонат калия или натрия), что позволило избавиться от горечи, а главное —порошок теперь гораздо легче смешивался с жидкостями. То есть процесс изготовления новых сортов шоколадных продуктом резко упростился. Эта технология оказалась столь революционной и востребованной, что в других странах стала называться «датчинг» (голландская). Конечный шоколадный продукт имел тёмный цвет и мягкий вкус.

### Последующая карьера
В 1835 году Конрад ван Хаутен женился на Хермине ван Хаутен (не родственнице, а однофамилице) из Гронингена. В 1850 году он перенёс своё основное производство из Лейдена (где была ветряная мельница) в городок Веспе, где построили мощную паровую машину. К тому времени шоколад с фабрики Хаутена экспортировался в Англию, Францию и Германию. В 1866 году в Весп приехал Джон Кэдбери, основатель знаменитого кондитерского концерна, чтобы купить пресс Ван Хаутена. Сделка состоялась, но сам пресс простоял без дела до 1875 года.
В 1844 году у Конрада родился сын Каспарус Йоханнес (1844—1901). Он начал заниматься делами семейного бизнеса уже в 1865 году. Молодой человек обладал важным талантом в области маркетинга и внёс огромный вклад в дальнейший быстрый рост компании. Рекламу шоколада Van Houten можно было видеть в общественном транспорте по всей Европе и в США. Ещё на заре кинематографа в 1899 году младший ван Хаутен снял коммерческий фильм, один из первых рекламных роликов в мире. По сюжету, полусонный больной клерк чудесным образом становиться энергичным и здоровым после того, как съедает немного шоколада.
Завод семьи ван Хаутен был крупнейшим производством города Весп. Во второй половине XIX века его население удвоилось. Хаутен-младший построил виллу в стиле модерн на 99 комнат. Автором проекта стал известный архитектор Авраам Зальм (1857—1915). Строительные работы начались в 1897 году. Но к моменту смерти Конрада Йоханнеса (в 1901 году) отделка ещё не была завершена.

## Судьба компании
Компания Van Houten была продана в 1962 году корпорации WR Grace, а шоколадные фабрики в городе Весп закрылись в 1971 году. Торговая марка Van Houten всё ещё используется, хотя и сменила несколько владельцев. В частности, в 1990 году немецкий производитель шоколада Jacobs Suchard продал её Philip Morris. Затем марка принадлежала компании Stollwerck, а с 2002 года — концерну Barry Callebaut.

## Последствия изобретений ван Хаутенов
Процессы обработки какао, придуманные в Голландии, привели к резкому росту потребления шоколада в Европе. К концу XIX века шоколад стал массовым продуктом. Отныне лакомство стало вполне доступно не только аристократам, но и среднему классу. Иногда эту ситуацию называют «демократизацией» шоколада.

## В популярной культуре
В поэме Владимира Маяковского «Облако в штанах» есть такие строки: 
Хорошо, когда в желтую кофту
душа от осмотров укутана!
Хорошо,
когда брошенный в зубы эшафоту,
крикнуть:
«Пейте какао Ван-Гутена!» 
Поэт имел в виду случай, который якобы помог стать компании Ван Хаутен (в русской транскрипции начала XX века — Ван-Гутен) всемирно знаменитой. Приговорённый к смертной казни преступник за солидное вознаграждение, обещанное его родне, прямо на эшафоте перед смертью выкрикнул в толпу: «Покупайте какао Ван Хаутена!». Об этой истории написали все ведущие европейские газеты и тысячи людей захотели узнать, что же это за чудо-продукт, о котором говорят за секунду до смерти висельники.
- Магазин Cocoa Van Houten можно увидеть во время вступительной сцены битвы в фильме Нила Джордана 1996 года «Майкл Коллинз».